# Dolichurus corniculus
Dolichurus corniculus är en  stekelart som först beskrevs av Maximilian Spinola 1808.  Dolichurus corniculus ingår i släktet Dolichurus och familjen Ampulicidae. Arten är reproducerande i Sverige. Inga underarter finns listade i Catalogue of Life.